# BAC ジェット・プロヴォスト
ジェット・プロヴォスト
ジェット・プロヴォスト T.3 XN605号機
- 用途：練習機
- 分類：練習機
- 製造者：ハンティング・パーシヴァル社
のちブリティッシュ・エアクラフト・コーポレーション(BAC)
- 運用者： イギリス空軍ほか
- 初飛行：1954年6月26日
- 生産数：741機
- 運用開始：1955年
- 退役：1993年
- 運用状況：退役(数機が民間で運用[1])

ジェット・プロヴォスト（BAC Jet Provost、元々はハンティング・パーシヴァル社が製造）は、1955年から1993年にかけて英空軍（RAF）で使用された英国のジェット練習機である。

## 設計と開発
1950年代にRAFは新しい専用のジェット練習機の要求仕様を発行した。ハンティング社はレシプロ・エンジンのパーシヴァル プロヴォスト基本練習機を基にジェット・プロヴォストを開発した。1954年6月26日に試作機はディック・ウェルドン（Dick Wheldon）の操縦で初飛行を行った。英航空省は10機の「ジェット・プロヴォスト T.1」を、1957年6月にはアームストロング・シドレー ヴァイパー エンジン、射出座席、再設計された機体と強化された首車輪式降着装置を備えた40機の「ジェット・プロヴォスト T.3」を発注した。パーシヴァル社は開発段階における構造テスト用専用に1機を製作し、これは技術者が基本設計で達成できることを研究するために役立った。合計で201機のT.3が1958年から1962年に納入された。
1961年に新しいエンジンを搭載した「T.4」、1967年には機首のデザインをより洗練し与圧式コックピットを採用した「T.5」が続いた。
2丁の7.7-mm (0.303-inch) 機関銃で武装した輸出仕様も存在しており、スリランカ内戦やスーダン内戦、ビアフラ戦争などで運用された。しかし、純粋な練習用である本機よりも軽攻撃機としても使用できる派生型・ストライクマスターの方が多く輸出されている。

## 運用

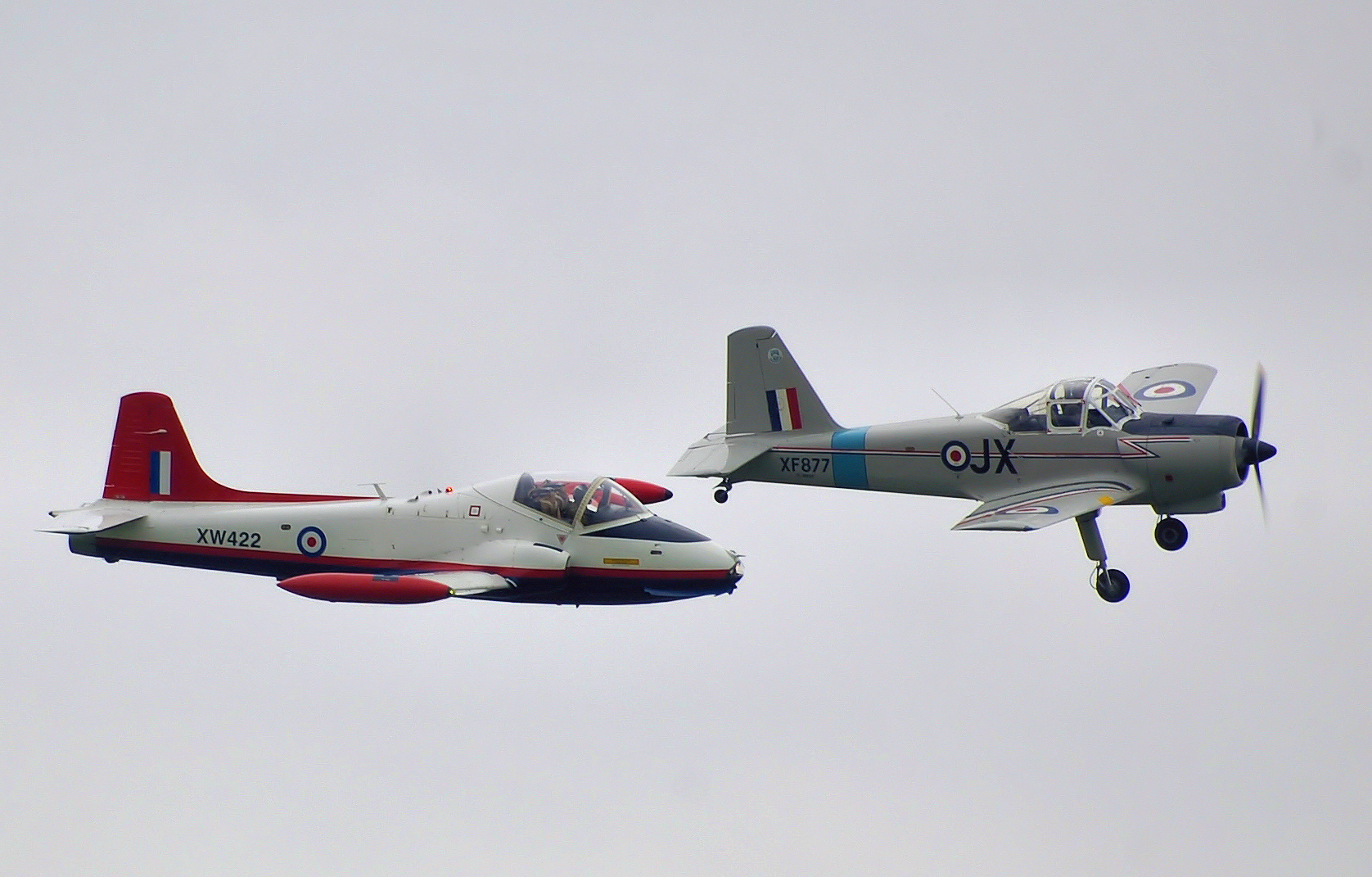
編隊を組むレシプロエンジンのパーシヴァル プロヴォスト T.1とジェット・プロヴォスト T.5A

ジェット・プロヴォストは、T.1の評価が成功裏に終わると有能な練習機であることを証明した。RAFはこの型式を1957年に正式に採用した。より強力なヴァイパー エンジンを搭載したT.4とT.5の派生型は余剰推力を得たことでRAFにジェット・プロヴォストを基本訓練以外の幾つかの異なる役目に使用することを促した。最高速度440 mph、優秀な機動性、機械的信頼性や低運用コストといった点でジェット・プロヴォストはエアロバティック飛行、航空兵装や戦術兵器訓練と共に高等飛行訓練でも使用された。
RAFでの採用以外にジェット・プロヴォストは輸出市場でも成功を収めた。RAFの任務からは1990年代初めに退役し、ショート ツカノ T.1に代替された。愛好家の間では人気の機種であり、廉価なジェット機ということで多くが個人オーナーの所有となっている。その中には航空ショーで見かける機体もある。

## 派生型
| モデル                      | 生産機数 | 製造会社                   | 備考                                                                            |
| --------------------------- | -------- | -------------------------- | ------------------------------------------------------------------------------- |
| ジェット・プロヴォスト T.1  | 12機     | ハンティング・パーシヴァル | RAF向け初期量産バッチ                                                           |
| ジェット・プロヴォスト T.2  | 4機      | ハンティング・パーシヴァル | 開発用のみ                                                                      |
| ジェット・プロヴォスト T.3  | 201機    | ハンティング・エアクラフト | RAF向け主量産バッチ                                                             |
| ジェット・プロヴォスト T.3A | (70) 機  | ハンティング               | RAF向け 改良型アビオニクス搭載のT.3の改良型                                     |
| ジェット・プロヴォスト T.4  | 198機    | BAC                        | RAF向け より強力なエンジンを搭載した派生型                                      |
| ジェット・プロヴォスト T.5  | 110機    | BAC                        | RAF向け 与圧式コックピットを採用した派生型                                      |
| ジェット・プロヴォスト T.5A | (94)機   | BAC                        | 改良型アビオニクス搭載のT.5からの改装型                                         |
| ジェット・プロヴォスト T.5B |          | BAC                        | 非公式の名称、基本的にT.5を改装し航法士の訓練に使用                             |
| ジェット・プロヴォスト T.51 | 22機     | ハンティング・エアクラフト | T.3の輸出仕様（セイロン向けに12機、スーダン向けに4機、クウェート向けに6機製造） |
| ジェット・プロヴォスト T.52 | 43機     | BAC                        | T.4の輸出仕様（イラク向けに20機、ベネズエラ向けに15機、スーダン向けに8機製造）  |
| ジェット・プロヴォスト T.55 | 5機      | BAC                        | T.5の輸出仕様 オマーン向けに製造                                                |
| BAC ストライクマスター      | 146機    | BAC                        | T.5の地上攻撃機仕様                                                             |

## 運用
オーストラリア

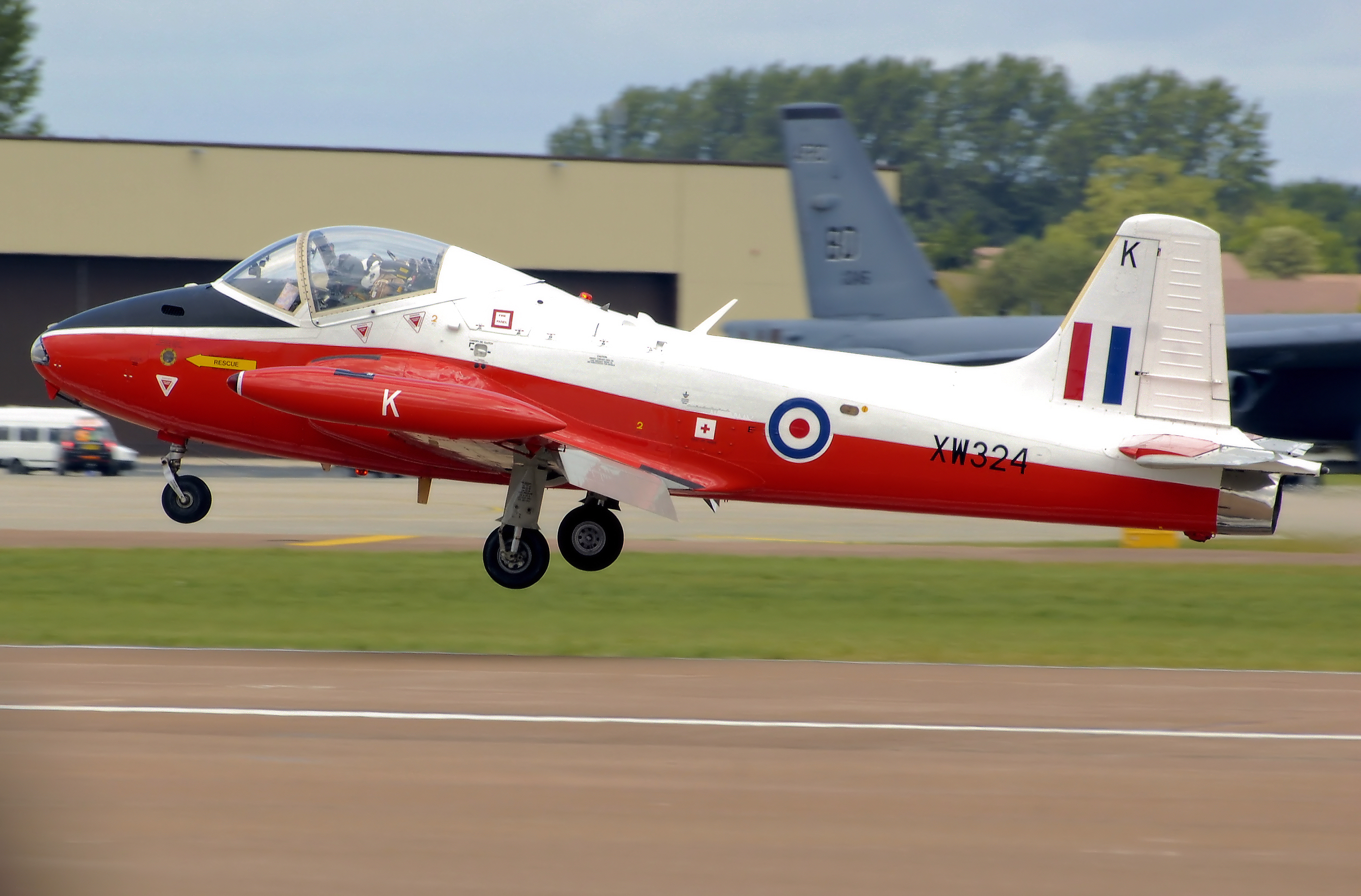
英国のフェアフォード空軍基地に着陸する元RAFのジェット・プロヴォスト T.5（2008年）

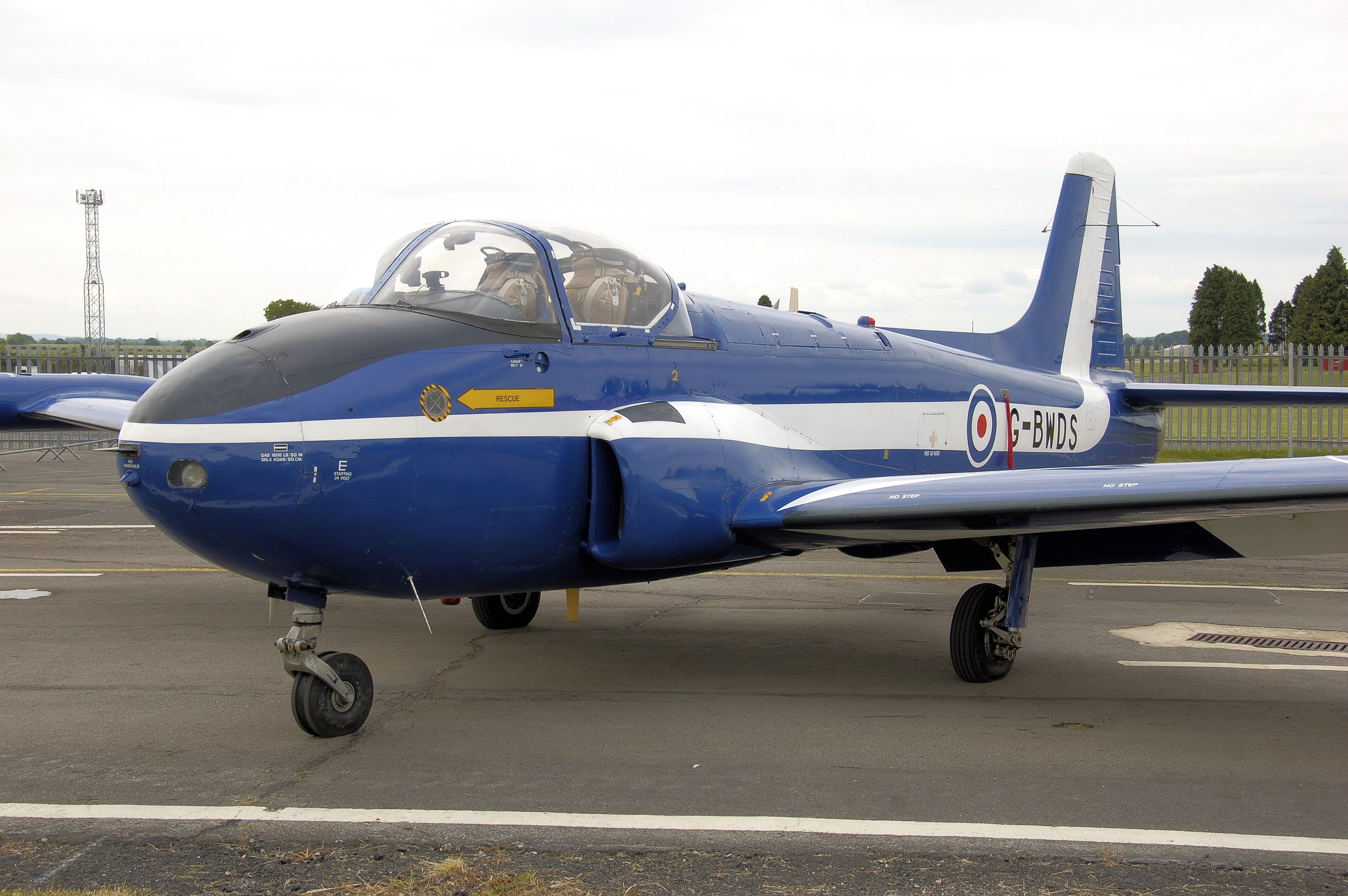
航空ショーで展示される元RAFのハンティング・パーシヴァル製ジェット・プロヴォスト T.3A（2008年）

- オーストラリア空軍 - ただ1機のみが使用された。1機のジェット・プロヴォスト T.2が1959年の6カ月間だけ就役し、第1基本飛行訓練学校でテストと評価に使用された。

 セイロン
- スリランカ空軍が12機のジェット・プロヴォスト T.51を受領。スリランカ内戦では、COIN機としてストライクマスターの購入が叶わなかった事から、軽攻撃任務に充てられたともいわれる。

 イギリス
- イギリス空軍

 イラク
- イラク空軍が20機のジェット・プロヴォスト T.52を受領し、その内15機は1991年の湾岸戦争を生き延びた。

 クウェート
- クウェート空軍が6機のジェット・プロヴォスト T.51を受領。

 ナイジェリア
- ナイジェリア空軍はビアフラ戦争中に2機の元スーダン空軍機を購入し、対地攻撃に使用した。さらに追加購入を望んだがイギリスが許可せず、頓挫した。

 オマーン
- オマーン空軍が5機のジェット・プロヴォスト T.55を受領。

 ポルトガル
- ポルトガル空軍が1機のみ受領。

 シンガポール
- シンガポール空軍 - 3機のT.52（元南イエメン空軍の機体）を1975年から1980年まで使用[2][3][4][5]。

 南イエメン
- 南イエメン空軍

 スーダン
- スーダン空軍が4機のジェット・プロヴォスト T.51と8機のT52を受領。

 ベネズエラ
- ベネズエラ空軍が15機のジェット・プロヴォスト T.52を受領。

## 要目
(T.5) Jane's All The World's Aircraft 1971-72 
- 乗員：2名
- 全長：10.36 m (34 ft 0 in)
- 全幅：10.77 m (35 ft 4 in)
- 全高：3.10 m (10 ft 2 in)
- 翼面積：19.80 m² (213.7 ft²)
- 翼面荷重：160 kg/m² (32.7 lb/ft²)
- 空虚重量：2,222 kg (4,888 lb)[7]
- 全備重量：3,170 kg (6,989 lb)
- 最大離陸重量：4,173 kg (9,200 lb)
- エンジン：1 × アームストロング・シドレー ヴァイパー Mk-202 ターボジェットエンジン、2,500 lbf (11.1 kN)
- 最大速度：708 km/h (382 knots, 440 mph)
- 航続距離：1,450 km (780 nm, 900 mi)[8]
- 巡航高度：11,200 m (36,750 ft)
- 上昇率：20.3 m/秒 (4,000 ft /分)

武装
- 機銃：2 × 0.303 in (7.7 mm) 機関銃 (Mark 55)
- ロケット弾
  - 6 × 60 lb (27 kg)
  - 12 × 25 lb (11 kg)
  - 28 × 68 mm SNEB ロケット弾ポッド4基
- 爆弾
  - 4× 540 lb (245 kg)